# Marvin Eastman
Marvin Eastman, né le 8 juin 1971 à Merced en Californie, est un pratiquant américain de combat libre avec un passé en lutte et muay thaï. C'est un vétéran de l'Ultimate Fighting Championship et il est actuellement le champion poids lourds légers de l'Elite Fighting Championship.